# Лондонська пивна повідь

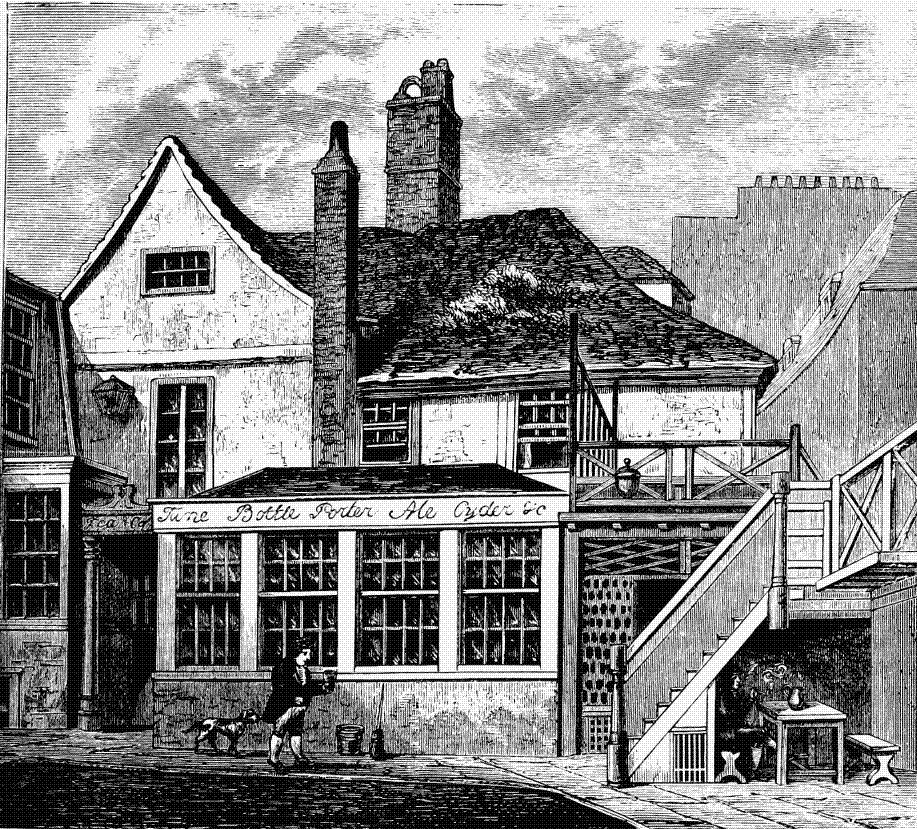
Будинок на вулиці Tottenham Court Road до катастрофи

Лондонська пивна повінь сталася 17 жовтня 1814 року в лондонській парафії Сент Джайлс. На пивоварні «Meux and Company Brewery», що на вулиці Tottenham Court Road, прорвало цистерну з пивом об'ємом 610 тис. літрів. Це призвело до ефекту доміно та прориву й інших цистерн у приміщенні. Таким чином понад 1,5 млн літрів вилилось на вулиці міста. Пивна хвиля знищила два будинки та пробила стіну пабу «Tavistock Arms», де під завалами загинула дівчина-підліток, яка там працювала. За лічені хвилини сусідні вулиці Джордж-Стріт та Нью-Стріт були заповнені пивом.
Броварня знаходилась у бідному районі Сент-Джайлс, де багато родин жили у підвальних приміщеннях, які швидко наповнились пивом. Щонайменше вісім людей втопились у такий спосіб, ще одна людина померла від алкогольної інтоксикації.
Над броварнею відбувся суд, однак суддя постановив, що все сталось через форс-мажорні обставини, тому ніхто не може бути притягнутий до відповідальності. Через це точились розмови, що суд корумпований, однак це не було доведено. Сама ж компанія зіткнулася з фінансовими проблемами після цієї катастрофи. Окрім втрати самого пива, вона вже заплатила за нього податок. Проте через парламент підприємцям вдалось добитися повернення податкових виплат, що дозволило зберегти компанію від банкрутства.
1922 року пивоварню знесли, а згодом на її місці було побудовано театр «Домініон».